# Crudware
Crudware je programska podrška koja je besplatna, ali loše kakvoće. Razlog svrstavanja softvera u ovu kvalitativnu i vrijednosnu kategoriju je taj što primjerice nepotrebno zauzima mnogo prostora, opterećuje resurse ili je sa signifikantnijom količinom pogrešaka.

## Usporedi
- plati koliko želiš
- darovna ekonomija
- freemium
- freeware
- shareware
- demo
- abandonware
- vaporware
- shovelware (crapware, garbageware)
- adware
- donationware
- otvoreni kod
- nagware
- glossyware
- beerware
- censorware
- dribbleware